# Utsundsjön
Utsundsjön är en sjö i Norrtälje kommun i Uppland och ingår i Skeboån-Broströmmens kustområde. Sjön har en area på 0,432 kvadratkilometer och ligger 3,1 meter över havet.

## Delavrinningsområde
Utsundsjön ingår i det delavrinningsområde (666917-165556) som SMHI kallar för Mynnar i havet. Medelhöjden är 18 meter över havet och ytan är 37,29 kvadratkilometer. Det finns inga avrinningsområden uppströms utan avrinningsområdet är högsta punkten. Avrinningsområdets utflöde mynnar i havet. Avrinningsområdet består mestadels av skog (70 procent), öppen mark (11 procent) och jordbruk (14 procent). Avrinningsområdet har 1,17 kvadratkilometer vattenytor vilket ger det en sjöprocent på 3,1 procent.